# Meloe decorus
Meloe decorus – gatunek chrząszcza z rodziny oleicowatych.

## Taksonomia
Gatunek ten opisany został po raz pierwszy w 1832 roku przez Johanna Friedricha von Brandta i Wilhelma Ferdinanda Erichsona. W 1911 roku Edmund Reitter włączył go do nowego podrodzaju Meloe (Micromeloe).

## Morfologia
Chrząszcz o ciele długości od 9 do 20 mm. Podstawowe ubarwienie ciała ma czarne, jednak głowa i przedplecze mają metaliczny połysk koloru niebieskozielonego, niebieskiego lub fioletowego, a czasem niebieskawy połysk obecny bywa też na pokrywach. Czułki są stosunkowo długie, nitkowate, o członach walcowatych, nierozszerzonych. Głowa jest grzbietobrzusznie spłaszczona i niemal tak szeroka jak przedplecze. Powierzchnię ma pokrytą gęsto i regularnie rozmieszczonymi punktami średnich rozmiarów. Na czole znajduje się podłużne wklęśnięcie, natomiast brak jest podłużnego wgłębienia za oczami. Przedplecze jest szersze niż długie, ma nabrzmiałe kąty tylne oraz brzeg tylny ze słabym wykrojeniem pośrodku długości. Boki jego są nabrzmiałe i wałeczkowato uniesione. Jego powierzchnia ma wgłębienie pośrodku i parę zagłębień po bokach. Oskórek przedplecza cechuje punktowanie płytsze niż na głowie i wyraźna mikrorzeźba. Wzdłuż tylnego brzegu przedplecza brak jest listewki krawędziowej. Pokrywy są mocno skrócone, drobno pomarszczone i niemal matowe wskutek wyraźnej mikrorzeźby. Skrzydeł tylnej pary brak zupełnie. Odnóża ostatniej pary mają biodra tak szerokie jak długie, a golenie o ostrodze wierzchołkowej zewnętrznej dłuższej i grubszej od wewnętrznej. Odwłok jest duży, zwłaszcza u samic silnie rozdęty.

## Ekologia i występowanie
Owad ciepłolubny, zasiedlający stoki porośnięte roślinnością kserotermiczną. Osobniki dorosłe obserwuje się od wczesnej wiosny do maja.
Gatunek palearktyczny. W Europie znany jest z Wielkiej Brytanii, Francji, Niemiec, Szwajcarii, Austrii, Włoch, Polski, Czech, Słowacji, Węgier, Ukrainy, Rumunii, Bułgarii, Chorwacji, Czarnogóry, Serbii i południowoeuropejskiej części Rosji. Ponadto podawany jest z anatolijskiej części Turcji, Kazachstanu i Tadżykistanu.
W Polsce jest gatunkiem bardzo rzadko spotykanym. Pewne jego stwierdzenia pochodzą z południowo-wschodniej części kraju. Na „Czerwonej liście zwierząt ginących i zagrożonych w Polsce” umieszczony został jako gatunek o niedostatecznie rozpoznanym statusie (DD). Z kolei na „Czerwonej liście gatunków zagrożonych Republiki Czeskiej” umieszczony jest jako gatunek bliski zagrożenia (NT).